# Kike Casanova
Enrique Casanova (Lambaré, Departamento Central, Paraguay, 22 de septiembre de 1980) es un exfutbolista, conductor de televisión y locutor de radio paraguayo. Es conocido por conducir el programa Baila Conmigo Paraguay y Parodiando Paraguay.

## Biografía
Casanova lleva diez años en los medios. Es un hombre que desde la frecuencia radial se fue convirtiendo en un producto interesante para la industria audiovisual como la televisión. En 2003 decide casarse con Virginia Faccioli, con quien tuvo una hija, Paula Casanova Faccioli.
Recibió el Título de Licenciado en Derecho, en el año 2005, pero desde 1998 se vincula a la televisión siendo el coconductor del programa "Calor 105" de Radio Venus por cable visión.
Ha participado en la animación de eventos de Moda y Belleza: Miss Paraguay 2001 por canal 9 SNT; preselección de Miss Punta del Este en el canal 8 de Punta del Este, con Miguel Greco de Uruguay; y en el Desfile por la Paz del Mundo en el hotel Conrad de Punta del Este para la agencia Dotto Models por canal 21 de esa ciudad.

## Trayectoria
En 1997 arranca en Radio Venus conduciendo el programa "Calor 105". Con el tiempo seguiría conduciendo varios otros programas dentro de la radio. Llega a la televisión de la mano de Venus, que saca un programa en la TV, apadrinado de la radio.
Aparece conduciendo el programa de TV de verano American Summer y participa en la serie de TV Colegio de señoritas.
Con el tiempo Kike, va recorriendo varias frecuencias como cuando busca una música en la radio del auto. Pasaría por radio Santa Mónica, 93.3 radio Luque, Radio City, Radio Canal 100, Radio E40 y Radio Monumental 1080 AM. Actualmente, conduce un programa de radio en la emisora "Radio Latina 97.1 FM" con el nombre de Tus éxitos latinos
En 2003, decide cortar esta vorágine de trabajos en medios y decide dar una pausa para poder finalizar sus estudios de Derecho.
En 2005, se recibe como abogado y se especializa en la parte penal.
Un año más tarde arranca con uno de los programas de más grandes éxitos de la televisión paraguaya Bailando por un sueño (Paraguay) acompañando como coconductor a la diva Menchi Barriocanal. Un mes después, TeleShow, programa de cabecera de la tarde para la mayoría, que tuvo solo el propósito de cubrir el programa de Bailando pero por su éxito hoy por hoy sigue emitiéndose, considerándose uno de los programas número 1 de chimentos de Paraguay.
Kike ha coconducido las 3 exitosas emisiones de "Bailando por un sueño" en la versión paraguaya y a su vez Teleshow, también estuvo como famoso en "Cantando por un sueño 2" y condujo para Paraguay "Bailando por un sueño Mundo".
Sus entrenamientos de cantos, vienen de épocas de intercolegiales, festivales de la canción y karaokes, es por eso que en 2008 conduce otro éxito como "La Fiebre del Karaoke" y "Famosos", Dejando el programa de farándula Teleshow a cargo de Melissa Quiñonez. El 14 de octubre de 2010 se estrenó el concurso de baile Baila conmigo Paraguay, en la cual el condujo el programa durante seis temporadas (2010-2015), en 2016 conduce el programa "Yo Me Llamo Paraguay" junto a Patricia Orue.
En 2017, 2019 y 2024 siguió conduciendo el exitoso Baila Conmigo Paraguay. En el 2018 y 2025 volvió a conducir el programa de imitación  Yo me Llamo Paraguay.
En el 2020, iba a conducir la primera temporada del Canta Conmigo Paraguay que se iba a estrenar en el mes de junio, pero debido a la pandemia del COVID-19, el programa quedó postergado para el 2021. Sin embargo asume la conducción del programa Vive la Tarde y el noticiero de la medianoche "El Resumen Noticias" junto a Kassandra Frutos hasta comienzos del 2021.
A partir del 15 de marzo de 2021 conduce el Canta Conmigo Paraguay.
Al concluir el Canta Conmigo Paraguay en agosto del 2021, asume la conducción de Polémica en el Bar desde septiembre de 2021 hasta finales de marzo de 2022.
A finales de marzo de 2022 conduce el programa de talentos juveniles «Rojo».
A fin de febrero de 2023 Kike Vuelve a Conducir Junto a Patty Orue La Kja un Resumen de los 25 años de Telefuturo con Invitado que formaron parte de la Historia